# Alister George McLellan
Alister George McLellan (Christchurch, 4 de junho de 1919 – 1 de julho de 2012) foi um matemático e físico neozelandês.

## Obras selecionadas
- The Classical Thermodynamics of Deformable Materials Cambridge University Press 1980, republicado em 2011. ISBN 0521180120